# Rhodopygia pruinosa
Die Rhodopygia pruinosa ist eine der fünf Libellenarten der Gattung Rhodopygia aus der Unterfamilie Sympetrinae. Sie tritt von Bolivien über Brasilien bis nach Suriname und Britisch Guayana auf. Erstmals beschrieben wurde die Art im Jahr 1953 von Karl Friedrich Buchholz anhand eines Tieres aus Suriname.

## Bau der Imago
Der Hinterleib (Abdomen) misst bei Rhodopygia pruinosa-Männchen zwischen 32 und 34 Millimetern. Bei den Weibchen ist er nur unwesentlich kürzer und misst 30 bis 31 Millimeter. Während dieser Körperteil bei den Männchen rot ist, ist er bei den Weibchen bräunlich. Der Thorax ist hingegen bei beiden Geschlechtern braun. Mit dem Alter wirken Thorax und Abdomen der Männchen zunehmend bestäubt (engl.: „pruinose“), woher auch der Name pruinosa herrührt. Bei den Weibchen ist diese Verfärbung schwächer ausgeprägt. Das Gesicht ist grünlich braun.
Die Hinterflügel messen bei beiden Geschlechtern etwa 40 Millimeter. Das dunkelbraune Flügelmal (Pterostigma) ist bei den Weibchen mit 4,0 Millimetern etwas größer, als das zwischen 3,4 und 3,9 Millimeter große Mal der Männchen.

## Ähnliche Arten
Insbesondere Jungtiere sind leicht mit Rhodopygia cardinalis zu verwechseln. Erst das Auftreten der Bestäubung macht die Unterscheidung einfach.